# Barentsia conferta
Barentsia conferta är en bägardjursart som beskrevs av Wasson 1997. Barentsia conferta ingår i släktet Barentsia och familjen Barentsiidae. Inga underarter finns listade i Catalogue of Life.